# Черемушники
Черемушники — деревня в Вяземском районе Смоленской области России. Входит в состав Хмелитского сельского поселения. Население — 6 жителей (2007 год). 
Расположена в восточной части области в 35 км к северо-западу от Вязьмы, в 27 км западнее автодороги Р134 «Старая Смоленская дорога» Смоленск — Дорогобуж — Вязьма — Зубцов. В 31 км восточнее деревни расположена железнодорожная станция Касня на линии Вязьма — Ржев. 

## История
В годы Великой Отечественной войны деревня была оккупирована гитлеровскими войсками в октябре 1941 года, освобождена в марте 1943 года.